# Georg Siegel
Georg Siegel (* 2. August 1962 in Haslach im Kinzigtal; vermisst seit dem 7. Dezember 2010 in Freiburg im Breisgau) war ein deutscher Schach-, Bridge- und Backgammonspieler.

## Leben
Georg Siegel wuchs im Freiburger Stadtteil Haslach auf und hatte fünf Geschwister. Sein erster Schachverein war der SK Freiburg-West, dem er im Alter von elf Jahren beitrat. Der autistische und manisch-depressive Georg Siegel war mit 20 Jahren zum ersten Mal im Zentrum für Psychiatrie Emmendingen in Behandlung. Davor hatte er die Schule abgebrochen.
Am 7. Dezember 2010 verunglückte Georg Siegel in der Hochwasser führenden Dreisam in Freiburg, wobei er mit hoher Wahrscheinlichkeit ums Leben kam. Ein Leichnam konnte bis heute nicht gefunden werden.
Einschlägige Quellen gehen davon aus, dass er an diesem Tag ertrank. Mittlerweile liegen die Voraussetzungen des Verschollenheitsgesetzes vor, um ihn für tot erklären zu lassen. Diese Erklärung kann jedoch nur ein stark beschränkter Personenkreis beantragen.

## Erfolge

### Schach
Im Jahr 1980 wurde er in Saarbrücken deutscher U20-Meister. 1995 gewann er in Essen die Deutsche Meisterschaft im Schnellschach, 1996 wurde er in Apolda hinter Peter Enders Zweiter. Im selben Jahr gewann er das Meisterturnier des Zürcher Weihnachtsopens. Siegel gewann 1997 das First Saturday Turnier FS02 in Budapest mit einer Elo-Leistung von 2612. Im Großmeisterturnier der Recklinghäuser Schachtage 1998, das József Pintér gewann, belegte er den 5. Platz, vor Romuald Mainka und Thomas Luther.
Er spielte in französischen (für Illkirch-Graffenstaden) und Schweizer Ligen. In der Schweiz spielt er 2008 für den SC Gligorić Zürich. In der Saison 2007/08 war er bei Birsfelden/Beider Basel aktiv, nachdem Sorab Basel, für die er vorher gespielt hatte, seine Mannschaft aus der Nationalliga A zurückgezogen hatte. Davor spielte er bei der SG Riehen. Die Schweizer Bundesliga gewann er in der Saison 2004 mit Basel BVB sowie in den Saisons 2006, 2006/07 und 2007/08 mit dem SV Birsfelden/Beider Basel. In Deutschland spielte er für den SK Freiburg-West, die Freiburger Schachfreunde 1887 e. V., Rochade Kuppenheim und den SK Freiburg-Wiehre 2000. Bereits seit 1980 spielte er in der deutschen Schachbundesliga, zunächst für den SK Zähringen 1921, für den er 1981/82 am ersten Brett antrat. In der Saison 1982/83 spielte er für Königsspringer Frankfurt, mit der Mannschaft des FC Bayern München gewann er in der Saison 1984/85 die deutsche Mannschaftsmeisterschaft. Zwischen der Saison 1987/88 und der Saison 1998/99 spielte er noch weitere sechs Saisons mit dem SK Zähringen 1921 in der 1. Bundesliga. Zuletzt spielte er wieder beim SK Freiburg-Zähringen 1887 in der Verbandsliga Baden Süd (4. Liga).
Georg Siegel erhielt 1994 den Titel Internationaler Meister. Seine höchste Elo-Zahl hatte er mit 2540 von Juli 1997 bis März 1998. Er gehörte mit dieser Elo-Zahl damals zu den besten 20 Spielern des Deutschen Schachbunds.

### Backgammon, Bridge und Go
In der DBgL-Rangliste vom 30. Juni 2012 hätte er mit seiner Backgammon-ELO von 1594,0 bei einer Experience von 137 auf Platz 63 gelegen, er war jedoch als inaktiv gelistet. 2002 belegte er beim 20. Open von Thun den zweiten Platz. 2004 gewann er das Hauptturnier der Basel Games. Beim Südbaden-Cup in Freiburg im Breisgau gewann er das Turnier im Februar 2005 und wurde im August 2005 Zweiter.
Auch im Go und Bridge hatte er Erfolge. In dem Kartenspiel wurde er zum Beispiel 1999 in Basel Siebter und gewann 2010 ein Turnier in Titisee-Neustadt. Im Go hatte er einen Meisterrang, den 1. Dan.

## Rezeption
Der Kabarettist Matthias Deutschmann kannte Siegel seit den 1970er-Jahren und bezeichnete ihn später als „Ausnahmetalent“ und „kompletten Spieler“.